# Ray Stevenson
George Raymond Stevenson, detto Ray (Lisburn, 25 maggio 1964 – Lacco Ameno, 21 maggio 2023), è stato un attore britannico.
Stevenson è noto soprattutto per aver interpretato Tito Pullo nella serie televisiva Roma prodotta da Rai/BBC/HBO, e per aver dato il volto a personaggi dei fumetti come Frank Castle in Punisher - Zona di guerra e Volstagg nel Marvel Cinematic Universe.

## Biografia
Nel 2004 ottenne un ruolo importante in King Arthur, insieme a Clive Owen, Keira Knightley e Ioan Gruffudd. La consacrazione arrivò un anno dopo, nel 2005, quando partecipò alla serie televisiva Roma, interpretando Tito Pullo. Con il successo ottenuto, nel 2008 Stevenson fu scritturato come protagonista dell'horror Outpost, diretto da Steve Barker, e partecipa a Aiuto vampiro di Paul Weitz, adattamento dei libri di Darren Shan, accanto a Willem Dafoe, Ken Watanabe e Salma Hayek. Nel 2008 interpreta il protagonista Frank Castle nella nuova edizione dell'antieroe dei fumetti Marvel Punisher - Zona di guerra, per la regia di Lexi Alexander.
Nel 2011 interpretò Volstagg nel film Thor diretto da Kenneth Branagh, ruolo ripreso nei séguiti Thor: The Dark World (2013) e Thor: Ragnarok (2017), e Porthos in I tre moschettieri. Nel 2012 fece parte del cast di Dexter, dove interpretò il capo della mafia ucraina Isaak Sirko. Nel 2014 e 2015 interpretò il ruolo di Marcus Eaton nel film distopico Divergent e nel suo seguito, Insurgent. Dal 2016 al 2017 interpretò il pirata Edward Teach, meglio noto come Barbanera, nella serie televisiva statunitense Black Sails. Fu presente in alcuni episodi della fortunata serie Vikings e nella terza stagione di Das Boot.
È morto il 21 maggio 2023 a Lacco Ameno, sull'isola di Ischia, dove si trovava da alcuni giorni per girare il film Cassino a Ischia, diretto da Frank Ciota. Secondo quanto riportato avrebbe avuto un infarto a seguito di un forte shock anafilattico. L’attore sarebbe arrivato in ospedale in gravissime condizioni, con i polmoni gravemente compromessi.

## Vita privata
Dal 1997 al 2005 è stato sposato con l'attrice Ruth Gemmell. Dal 2005 era legato all'antropologa italiana Elisabetta Caraccia, conosciuta sul set della serie Roma, con la quale ha avuto tre figli.

## Filmografia

### Cinema
- La teoria del volo (The Theory of Flight), regia di Paul Greengrass (1998)
- G:MT – Greenwich Mean Time, regia di John Strickland (1999)
- King Arthur, regia di Antoine Fuqua (2004)
- Outpost, regia di Steve Barker (2008)
- Punisher - Zona di guerra (Punisher: War Zone), regia di Lexi Alexander (2008)
- Aiuto vampiro (Cirque du Freak: The Vampire's Assistant), regia di Paul Weitz (2009)
- I poliziotti di riserva (The Other Guys), regia di Adam McKay (2010)
- Codice Genesi (The Book of Eli), regia di Albert e Allen Hughes (2010)
- Thor, regia di Kenneth Branagh (2011)
- Bulletproof Man (Kill the Irishman), regia di Jonathan Hensleigh (2011)
- I tre moschettieri (The Three Musketeers), regia di Paul W. S. Anderson (2011)
- Jayne Mansfield's Car - L'ultimo desiderio (Jayne Mansfield's Car), regia di Billy Bob Thornton (2012)
- G.I. Joe - La vendetta (G.I. Joe: Retaliation), regia di Jon Chu (2013)
- Thor: The Dark World, regia di Alan Taylor (2013)
- Divergent, regia di Neil Burger (2014)
- Big Game - Caccia al Presidente (Big Game), regia di Jalmari Helander (2014)
- The Divergent Series: Insurgent, regia di Robert Schwentke (2015)
- The Transporter Legacy (The Transporter Refueled), regia di Camille Delamarre (2015)
- The Divergent Series: Allegiant, regia di Robert Schwentke (2016)
- Thor: Ragnarok, regia di Taika Waititi (2017)
- Cold Skin - La creatura di Atlantide, regia di Xavier Gens (2017)
- Accident Man, regia di Jesse V. Johnson (2018)
- Final Score, regia di Scott Mann (2018)
- RRR, regia di S. S. Rajamouli (2022)
- Memory, regia di Martin Campbell (2022)
- Canary Black, regia di Pierre Morel (2024)

### Televisione
- Band of Gold – serie TV, 12 episodi (1995)
- Peak Practice – serie TV, 1 episodio (1997)
- Drover's Gold – serie TV, 5 episodi (1997)
- City Central – serie TV, 32 episodi (1998)
- Love in the 21st Century – serie TV, 1 episodio (1999)
- Holby City – serie TV, 1 episodio (2000)
- Metropolitan Police – serie TV, 1 episodio (2000)
- At Home with the Braithwaites – serie TV, 11 episodi (2001)
- Dalziel and Pascoe – serie TV, 1 episodio (2001)
- Red Cap – serie TV, 1 episodio (2003)
- La legge di Murphy (Murphy's Law) – serie TV, 1 episodio (2003)
- Waking the Dead – serie TV, 1 episodio (2004)
- Roma (Rome) – serie TV, 22 episodi (2005-2007)
- Life Line – film TV, regia di Jamie Payne (2007)
- Dexter – serie TV, 9 episodi (2012)
- Crossing Lines – serie TV, 4 episodi (2014)
- Saints & Strangers – miniserie TV (2015)
- Black Sails – serie TV, 11 episodi (2016-2017)
- I Medici - Nel nome della famiglia (Medici: The Magnificent) – serie TV, episodi 3x03-3x04 (2019)
- Vikings – serie TV, 11 episodi (2020-2021)
- The Spanish Princess – miniserie TV, episodi 9-10 (2020)
- Das Boot – serie TV, 9 episodi (2022)
- Ahsoka – serie TV, 8 episodi (2023)

## Doppiatori italiani
Nelle versioni in italiano delle opere in cui ha recitato, Ray Stevenson è stato doppiato da: 
- Roberto Draghetti in King Arthur, Aiuto vampiro, Thor, G.I. Joe - La vendetta, Thor: The Dark World, Thor: Ragnarok, Accident Man
- Saverio Indrio in Dexter, Divergent, The Divergent Series: Insurgent, The Divergent Series: Allegiant
- Pierluigi Astore in Saints & Strangers, Das Boot, Ahsoka
- Fabrizio Pucci in Jayne Mansfield's Car - L'ultimo desiderio, Big Game - Caccia al Presidente
- Alessandro Rossi ne I Medici, Crossing Lines
- Dario Oppido in Black Sails, Memory
- Maurizio Reti ne La teoria del volo
- Francesco Pannofino in Punisher - Zona di guerra
- Paolo Buglioni in Codice Genesi
- Sergio Di Stefano in I poliziotti di riserva
- Massimo Corvo in I tre moschettieri
- Domenico Maugeri in Bulletproof Man
- Luca Ward in Roma
- Massimo Rossi in The Transporter Legacy
- Federico Danti in Vikings
- Simone Mori in The Spanish Princess

Da doppiatore è sostituito da:
- Lucio Saccone in Star Wars Rebels, Star Wars: The Clone Wars